# Suzana Amaral
Suzana Amaral (São Paulo, Brasil, 28 de maig de 1932-Ibídem, 25 de juny de 2020) va ser una directora i guionista brasilera.

## Biografia
Va néixer el 28 de maig de 1932 a São Paulo (Brasil) i es va casar als vint anys d'edat amb un metge, va tenir vuit fills. En 1968 va començar a estudiar cinema a l'Escola de Comunicacions i Arts de la universitat d'aquesta ciutat, diplomant-se tres anys després i divorciant-se aquest mateix any del seu marit. Abans d'això havia nascut el novè fill de la parella.
Durant els primers anys de la dècada de 1970 va realitzar diversos curtmetratges i documentals, i a partir de 1974 va treballar com a directora i productora per a TV Cultura. Dos anys després va rebre una beca per a estudiar en la Universitat de Nova York, on va realitzar un curs sobre direcció de televisió i va compartir classe amb el director i guionista estatunidenc Jim Jarmusch. Va acudir a més a l'Actors Studio, on va realitzar un altre curs i aquesta vegada sobre interpretació. Després de finalitzar els seus estudis va tornar al Brasil i va tornar a treballar en la televisió.
En 1982 es va fer amb els drets de la novel·la L'hora de l'estrella, de la recentment morta Clarice Lispector, tres anys després va debutar al cinema en escriure i dirigir el seu adaptació. Amb ella es va produir el debut de l'actriu Marcelia Cartaxo, qui va interpretar el paper protagonista i va guanyar l'Os de Plata a la millor interpretació femenina al Festival Internacional de Cinema de Berlín; la pel·lícula va rebre també una nominació a l'Os d'Or i va guanyar el premi de la Confederació Internacional de Cinema d'Art i Assaig (CICAE) i l'OCIC en aquesta mateixa edició del festival, a més d'altres premis com el Grand Coral del Festival de l'Havana i els de millor direcció i millor pel·lícula del Festival de Brasília.

## Defunció
En 2019 va sofrir un vessament cerebral, per la qual cosa el seu estat de salut era delicat. El 25 de juny de 2020 va morir a l'hospital Sirià-Libanès de Sao Paulo. Les causes no han estat difoses per exprés desig de la família.

## Filmografia
- Sua Majestade Piolin (curt documental, 1971)
- Projeto Pensamentos e Linguagem (Documental, 1980)
- A Hora da Estrela (1985)
- Uma Vida em Segredo (2001)
- Hotel Atlântico (2009)